# 1-je Cwietowo
1-je Cwietowo, także Pierwoje Cwietowo (ros. 1-е Цветово, Первое Цветово) – wieś (ros. деревня, trb. dieriewnia) w zachodniej Rosji, centrum administracyjne sielsowietu nowoposielenowskiego w rejonie kurskim (obwód kurski).

## Geografia
Miejscowość położona jest 11 km na południowy zachód od Kurska, przy drodze magistralnej (federalnego znaczenia) M2 «Krym» (podjazd do miasta Kursk, część trasy europejskiej E105).
We wsi znajdują się ulice: Biełgorodskij kwartał, Dacznyj projezd, Junosti, Ługowaja, Nowaja, Polewaja, Pridorożnaja, Sowietskaja, Stiepnaja, Szkolnaja i Zariecznaja (418 posesji).
Klimat
Miejscowość, jak i cały rejon, znajduje się w strefie klimatu kontynentalnego z łagodnym ciepłym latem i równomiernie rozłożonymi opadami rocznymi (Dfb w klasyfikacji klimatów Köppena).
|                            | Sty  | Lut  | Mar  | Kwi | Maj  | Cze  | Lip  | Sie  | Wrz  | Paź  | Lis  | Gru  |
| -------------------------- | ---- | ---- | ---- | --- | ---- | ---- | ---- | ---- | ---- | ---- | ---- | ---- |
| Najwyższe temperatury (°C) | -4,1 | -3,1 | 2,8  | 13  | 19,4 | 22,7 | 25,3 | 24,6 | 18,2 | 10,6 | 3,4  | -1,2 |
| Najniższe temperatury (°C) | -8,6 | -8,7 | -4,7 | 2,7 | 9,1  | 13   | 15,9 | 14,9 | 9,7  | 4    | -1,2 | -5,3 |
| Opady (mm)                 | 51   | 45   | 47   | 50  | 62   | 71   | 73   | 55   | 59   | 59   | 47   | 49   |
| Ilość dni z opadami        | 8    | 8    | 8    | 7   | 8    | 9    | 9    | 6    | 7    | 7    | 7    | 9    |

## Demografia
W 2010 r. wieś zamieszkiwało 1151 osób.